# Division Capitale (Corée du Sud)
La division d'infanterie mécanisée capitale (hangul : 수도기계화보병사단 ; hanja:首都機械化步兵師團), également connue sous le nom de division du tigre (hangul : 맹호사단 ; hanja:猛虎師團), est actuellement l'une des six divisions d'infanterie mécanisée de l'armée de la République de Corée. Elle fait partie du VIIe corps de la 3e armée de la République de Corée (TROKA), chargé de couvrir les approches de Séoul depuis la Corée du Nord et les opérations de contre-attaque.
Cette division a participé à de nombreux combats pendant la guerre de Corée et la guerre du Viêt Nam, où elle a été envoyée en septembre 1965, dans le cadre de la contribution de la République de Corée à l'effort de guerre du Viêt Nam du Sud. Le déploiement de 1965 a été rendu possible lorsque l'Assemblée nationale de la République de Corée a adopté, en août de la même année, un projet de loi autorisant cette action. Elle se rend responsable de nombreux crimes de guerre contre la population civile vietnamienne. Récemment, des éléments de cette division ont été envoyés dans le cadre de la contribution de la République de Corée à l'occupation de l'Irak.

## Histoire
La Division a été formée le 20 juin 1948 à partir du Capital Security Command. Elle a été incorporée au Ier Corps après la première chute de Séoul, et a rapidement fait partie de la ligne défensive formée pour tenter de ralentir l'avancée nord-coréenne vers Daejeon. Elle participe ensuite à la bataille du périmètre de Pusan.
Le 16 septembre 1950, des éléments de la Division de la capitale se frayent un chemin dans les rues d'Angang-ni. Le lendemain, avançant depuis l'ouest dans le secteur du IIe corps, un bataillon de la 7e division rejoint des éléments de la division, comblant ainsi un fossé de deux semaines entre le Ier et le IIe corps d'armée de la République de Corée. La 12e division de l'Armée populaire coréenne (APC) mène une série d'actions de retardement obstinées contre la division dans les environs de Kigye, alors que l'APC se replie vers le nord dans les montagnes. Kigye repasse sous contrôle sud-coréen le 22 septembre 1950.
Le 29 septembre, un message largué d'un avion léger par un officier du groupe consultatif militaire pour la République de Corée est remis au conseiller américain de la 3e division de la République de Corée, le lieutenant-colonel Rollins S. Emmerich. Selon ce message, la 3e division de la République de Corée devait franchir le 38e parallèle et se rendre à Wonsan dès que possible. Le lendemain, la division franchit le parallèle et avance sur la côte est. La division suit. Après avoir établi des postes de commandement à Yangyang, à 13 km au nord du parallèle, le 2 octobre, les deux divisions se dirigent vers Wonsan et s'emparent de la ville le 10 octobre, bien avant que le Xe corps d'armée ne débarque.
Le 17 octobre 1950, la division s'empare de Hamhung et de son port, Hungnam.
Le 28 octobre 1950, dans l'extrême nord-est de la Corée, une « colonne volante » de la Division s'empare de Songjin, à 105 miles (169 km) au nord-est de Hungnam. Pendant ce temps, le 1er régiment de la division s'approche de Pungsan, une ville située à l'intérieur des terres, à peu près à mi-chemin entre la côte et la frontière entre la Corée et la Chine, sur la route Iwon-Cinch'ong-ni-Hyesanjin.

### Guerre duViêt nam
Voir aussi : La Corée du Sud dans la guerre du Vietnam
La Capital Division est arrivée au Vietnam du sud le 22 septembre 1965. Elle est déployée juste à l'extérieur de Qui Nhơn, dans la province de Bình Định, d'où elle peut protéger des artères vitales telles que les routes 1 et 19, ainsi que les zones de riziculture et les contreforts au nord et à l'ouest.
La 1re brigade de la 101e division aéroportée est stationnée dans la région de Qui Nhơn avant l'arrivée de la division de la capitale et transfère progressivement la responsabilité de la région au cours du mois d'octobre 1965.
En juin 1966, la Division de la capitale contrôlait toute la région située au nord de Qui Nhơn, à l'est de la route 1 et jusqu'à la base du mont Phù Cát. Elle étend également son contrôle au nord et au sud de la route 19 jusqu'au col menant à An Khê. Travaillant au sud le long de la route 1 jusqu'à Tuy Hoa et dans la province de Bình Định, la Division envoie des groupes de reconnaissance et mène de petites opérations jusqu'à la frontière entre la province de Bình Định et la province de Phú Yên.
Les soldats coréens qui se portaient volontaires pour servir au Sud-Vietnam recevaient des primes : ils « recevraient un crédit de trois ans de service militaire pour chaque année servie au Viêt Nam ainsi que des droits monétaires supplémentaires ; en outre, le service de combat améliorerait leur future carrière dans l'armée ».
Toutes les unités de la République de Corée envoyées au Viêt Nam (Capital Division (Fierce Tiger), 9th Infantry Division (White Horse) et 2nd Marine Brigade (Blue Dragon)) ont été choisies parce qu'elles étaient considérées comme ayant les meilleurs et les plus longs états de service de la guerre de Corée.
Les Tigres féroces sont réputés pour leur capacité à fouiller un territoire et à enfumer les soldats et les armes de l'ennemi[6] ; ils planifient méticuleusement les opérations, parfois même en les répétant à l'avance. Les soldats bouclent une zone relativement petite, ne dépassant pas 9 ou 10 kilomètres carrés. Les troupes sont acheminées par voie aérienne et terrestre, mais arrivent en même temps afin de maximiser l'étouffement. Lentement mais sûrement, le cordon se resserre et tout et chacun est fouillé. Les civils sont séparés et interrogés, et des récompenses leur sont régulièrement offertes s'ils coopèrent. Il n'est pas rare qu'une zone soit fouillée trois ou quatre fois par des sections différentes. Pour empêcher l'ennemi de s'échapper, les Coréens disposaient de forces de réaction spéciales capables de boucher les trous dans le périmètre. Le général William R. Peers considérait que les Coréens étaient les meilleurs dans ces opérations dites de « cordon et de recherche »[5] : 149 
La division rentre chez elle le 11 mars 1973.

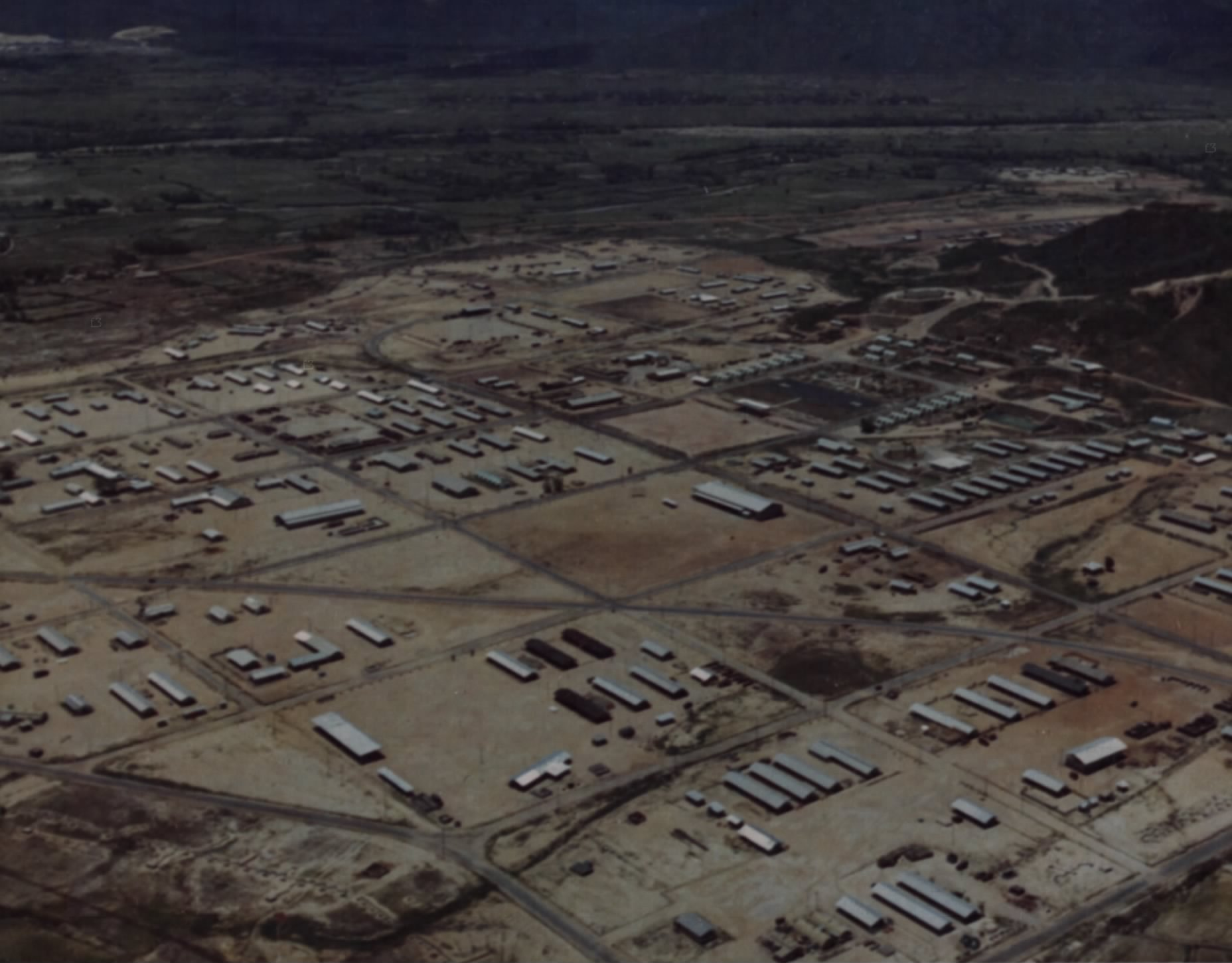
Camp Thunderbolt the Division base camp, Qui Nhon, en août 1968.
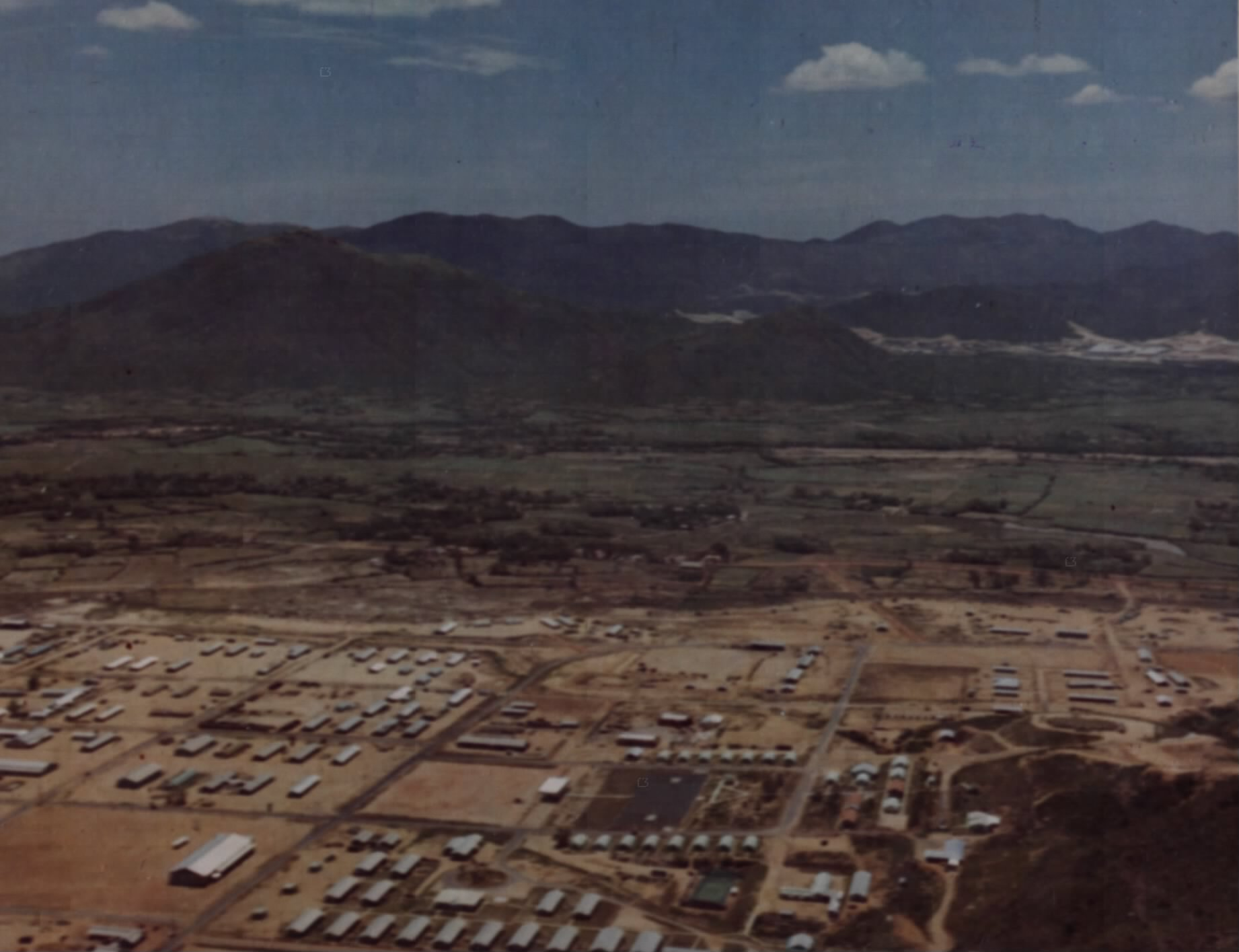
Camp Thunderbolt the Division base camp, Qui Nhon, en août 1968.